# Skönheten och odjuret (film, 1991)
Skönheten och odjuret (engelska: Beauty and the Beast) är en amerikansk animerad film av Walt Disney Pictures, från 1991, regisserad av Gary Trousdale och Kirk Wise efter manus av Linda Woolverton och handlingsändringar av Roger Allers och Kelly Asbury, med flera. Filmen var den första tecknade filmen någonsin att nomineras till Bästa film vid Oscarsgalan 1992. 
En nyinspelning som spelfilm släpptes 2017.

## Handling
En kall stormig vinternatt stapplar en gammal ful tiggarkvinna upp till en prins slott. Hon ber prinsen om skydd för natten, men det enda hon har att erbjuda som betalning är en ros. Eftersom den själviske och hjärtlöse prinsen tycker att hon är så frånstötande säger han nej. Den gamla kvinnan varnar honom och säger att skönhet sitter på insidan, snarare än på utsidan. När prinsen åter vägrar ge henne skydd avslöjar hon att hon är en mäktig trollkvinna och förvandlar den själviske prinsen till ett förfärligt odjur (som avspeglar hans elakhet och hat), hans tjänare till hushållssaker, och slottet till en mörk, bannlyst plats, för att prinsen ska lära sig att inte döma efter utseendet. Förtrollningen kan bara hävas om Odjuret kan lära sig älska en annan person och få denne att älska honom tillbaka innan det sista kronbladet på trollkvinnans ros faller av, annars är han dömd att förbli ett odjur för alltid.
Allt eftersom åren går gömmer sig Odjuret i det dystra slottet och blir allt mer övertygad om att ingen någonsin kommer att kunna älska ett sådant ohyggligt odjur.
”Skönheten” i titeln är en ung, vacker flicka vid namn Belle. Hon bor med sin far Maurice i en liten by i Provence, där hon betraktas som lite udda eftersom hon tycker så mycket om att läsa böcker men inte att bli uppvaktad av den ohyfsade och inbilske Gaston. När han friar säger hon artigt men bestämt nej.
Belles far Maurice är en originell uppfinnare. På väg till marknaden för att sälja sin uppfinning rider han vilse i skogen samtidigt som han förföljs av vargar och blir avkastad från sin häst. Han flyr blint genom skogen och stapplar frusen och trött fram till det mörka slottet där han försiktigt går in. När Odjuret upptäcker honom vilande i slottet låser han in honom i en fängelsehåla.
Belle blir orolig när hennes fars häst kommer tillbaka utan ryttare och beger sig ut för att leta reda på honom. Med hjälp av hästen finner hon fadern i Odjurets slott och erbjuder sig att ta hans plats som Odjurets fånge för att rädda sin far. Odjuret, som inser att Belle skulle kunna bryta förtrollningen, går med på det. Han ger henne tillstånd att vara överallt i slottet utom i den västra flygeln, där han förvarar den förtrollade rosen. Om Belle behöver något passar hans tjänare upp på henne. De förtrollade hushållssakerna kandelabern Lumière, klockan och hushållets chef Clocksworth, tekannan mrs. Potts och hennes son tekoppen Chip välkomnar Belle varmt, underhåller henne och bjuder på en fantastisk fransk middag.
I byn uppmuntrar byborna Gaston efter att Belle avböjt hans absurda frieri. Då kommer Maurice inrusande och ber om hjälp att rädda Belle från Odjuret. Ingen tror på honom utan de tror att han är galen och Gaston inser att han kan tvinga Belle att gifta sig med honom genom att hota med att ta in hennes far på mentalsjukhus. Maurice ger sig av för att söka efter Belle, utan att känna till Gastons plan.
Belle, som är rastlös på slottet och har en omättlig upptäckarlust, smyger in i den förbjudna västra flygeln. Där hittar hon slitna möbler, trasiga speglar, ett uppskuret porträtt av en märkligt bekant blåögd man och den förtrollade rosen. Odjuret kommer på henne och blir rasande. Hon flyr från slottet och träffar på en skock ilskna vargar. I sista minuten kommer Odjuret och driver bort vargarna. Den tacksamma Belle återvänder till slottet för att sköta om hans sår som tack för att han räddat hennes liv. Odjuret börjar mjukna och vill göra något för henne. Med Lumières hjälp ger han Belle ett helt rum med böcker, som hon blir väldigt glad åt. Med tiden blir de två vänner. Hushållssakerna är förtjusta och hoppas att Belle ska bli förälskad i Odjuret och få dem att förvandlas till människor igen. Deras förhållande når sin klimax vid en elegant middag och dans.
Belle frågar om hon kan få träffa sin far, och i en magisk spegel ser hon Maurice sjuk och vilsen i skogen. Odjuret, som har blivit förälskad i Belle och förstår hur viktigt detta är för henne, låter henne gå för att rädda sin far, trots att det bringar honom stor sorg att låta henne gå. Hushållssakerna blir besvikna, men lille Chip smiter iväg för att följa efter Belle.
Belle hittar Maurice och tar honom tillbaka till byn där en folkmassa samlats för att föra honom till mentalsjukhuset. Gaston erbjuder sig att hjälpa henne om hon går med på att gifta sig med honom, men hon vägrar fortfarande. Några i folkmassan inklusive Gaston själv anklagar Maurice för att prata strunt och svamla om ett odjur samtidigt som de förbereder sig för att föra bort honom. För att bevisa att hennes fars påståenden om Odjurets existens är sanna visar Belle den magiska spegeln och en bild av Odjuret. Byborna blir rädda när de inser att Odjuret är verkligt men Belle försöker förklara att han är väldigt snäll och att han är hennes vän. Gaston eggar upp dem genom att hävda att han är farlig och de samlas för att storma slottet och döda Odjuret. För att hindra Belle och Maurice från att varna Odjuret låser Gaston in dem i deras källare.
När de förtrollade sakerna i Odjurets slott ser folkmassan ledd av Gaston komma marscherande mot dem med en murbräcka förbereder de sig snabbt för att försvara slottet. En våldsam kamp bryter ut när byborna öppnar slottets dörrar. De förtrollade föremålen attackerar och jagar iväg alla bybor utom Gaston som går upp till Odjurets sovrum och skjuter en pil i ryggen på honom. Han fortsätter skoningslöst att attackera Odjuret och tvingar ut honom på en avsats på slottets tak där han uppmanar Odjuret att kämpa emot, men i sin sorg och förtvivlan har Odjuret förlorat viljan att leva och slutar kämpa. Gaston tar en stenklubba från avsatsen och är redo att döda honom. Belle och Maurice har lyckats rymma från källaren och skyndar till slottet. När Odjuret ser att Belle har återvänt till honom får han åter kraft att slå tillbaka, och han och Gaston för en rasande kamp tvärs över slottets tak under stormen. Odjuret skadas ytterligare men avväpnar till slut Gaston som ber för sitt liv. Odjuret inser att han inte kan ta någon annans liv och skonar Gaston men beordrar honom att ge sig av. Belle tar sig upp på en balkong och Odjuret klättrar med ett leende dit för att nå henne. Han stryker henne varsamt över håret och visar hur glad han är över att hon kom tillbaka. Gaston hugger Odjuret i ryggen men förlorar därmed fotfästet och faller från det höga taket ner i den djupa avgrunden.
Belle försöker lugna det illa skadade Odjuret att allt kommer att bli bra, men han vet att han är dödligt skadad. Precis i det ögonblick han ska dö viskar den förkrossade Belle gråtande att hon älskar honom, precis innan det sista kronbladet faller från rosen. Odjuret förvandlas tillbaka till sin människoform – vacker men ändå oigenkännlig bortsett från sina genomträngande blå ögon. När Belle och prinsen kysser varandra är förbannelsen bruten, slottet blir vackert igen och de förtrollade sakerna blir åter människor.
Den sista scenen visar Belle och prinsen som lyckliga dansar i balsalen inför många gäster, inklusive Maurice och de nu mänskliga tjänarna på slottet. Alla är glada och lever lyckliga i alla sina dagar. Lille Chip blir dock orolig och frågar sin mamma om han måste sova i skåpet, vilket får mrs. Potts och Maurice att skratta gott.

## Rollista
| Figur                | Engelsk originaldubb         | Svensk originaldubb |
| -------------------- | ---------------------------- | ------------------- |
| Belle                | Paige O’Hara                 | Sofia Källgren      |
| Odjuret              | Robby Benson                 | Tommy Körberg       |
| Gaston               | Richard White                | Hans Josefsson      |
| Lefou                | Jesse Corti                  | Claes Malmberg      |
| Lumière              | Jerry Orbach                 | Jan Malmsjö         |
| Clocksworth          | David Ogden Stiers           | Åke Lagergren       |
| Mrs. Potts           | Angela Lansbury              | Meta Velander       |
| Chip                 | Bradley Pierce               | Daniel Falkman      |
| Maurice              | Rex Everhart                 | Anders Nyström      |
| Tant Garderob        | Jo Anne Worley               | Siv Wennberg        |
| Babette              | Kimmy Robertson              | Irene Lindh         |
| Doktor Mörk          | Tony Jay                     | Leif Liljeroth      |
| Berättaren           | David Ogden Stiers           | Erland Josephson    |
| Philippe             | Hal Smith                    | Hal Smith           |
| Bokhandlaren         | Alvin Epstein                | Jan Sjödin          |
| Sultan (Hundstollen) | Frank Welker                 | Frank Welker        |
| Bagaren              | Alec Murphy                  |                     |
| Spisen               | Brian Cummings               |                     |
| Bimbittéerna         | Kath Soucie Mary Kay Bergman | Irene Lindh         |
| Bybor                |                              | Doreen Denning      |

Övriga svenska röster gjordes av Gustav Larson, Anders Öjebo, Stefan Berglund, Gunnar Uddén, Anna Lindén, Katarina Josephsson, Åsa Jonsson och Andreas Gustavsson. Gunnar Uddén gjorde rösten till Clocksworth i sången "Mänska igen" som lades till när filmen gavs ut som specialutgåva år 2002, efter att Åke Lagergren avlidit år 1999. Ian McKellen som gestaltar Cogsworth i nyinspelningen från 2017 tackade först nej till att låna sin röst till honom i originalversionen, för att han inte tyckte att han passade för rollen.

## Musik i filmen

### Sånger
- Belle
- Belle (Repris)
- Gaston
- Gaston (Repris)
- Bli vår gäst (Be our guest)
- Någonting som inte fanns förut (Something there)
- Skönheten och odjuret (Beauty and the beast)
- Pöbelns sång (The mob song)
- Skönheten och odjuret (Repris)

I specialutgåvan av filmen finns även sången Mänska igen (Human again) efter Någonting som inte fanns förut. Den skrevs för originalfilmen men användes inte. Dock gjorde den succé i musikalen Beauty and the beast på Broadway, så man la in den i specialutgåvan.
Samtliga sånger är skrivna av Howard Ashman (texter) och Alan Menken (musik).

## Svenska premiärer
- 20 november 1992 - Svensk biopremiär
- september 1993 - Köpvideopremiär
- 11 oktober 2002 - Nypremiär
- 13 november 2002 - Nypremiär på video, samt premiär på DVD
- 20 oktober 2010 - Nypremiär på DVD, samt premiär på Blu-ray
- 27 december 2011 - Nypremiär på Blu-ray (3D-utgåva)[2]

## Skillnader mellan filmen och sagan
Det finns ett flertal skillnader mellan romanen Skönheten och odjuret och Disneys tolkning. Några av dem är:
- I sagan går den kvinnliga huvudpersonen endast under tilltalsnamnet "Skönheten" medan hon i filmen fick namnet Belle (franska för "skönhet"). I sagan har hon två systrar och tre bröder medan det inte nämns att hon har några syskon i filmen. I motsats till sin motsvarighet i sagan, där han är en köpman, är Belles far en uppfinnare i filmen.

- I filmen är det inte bara Odjuret som är monstruöst, utan även hela hans slott. Hela hans slottspersonal blir även förvandlade till levande möbler och redskap. I sagan är dock slottet fortfarande vackert efter förtrollningen, och är även försett med en somrig rosenträdgård.

- I sagan är Odjuret till en början gästvänlig mot Skönhetens far genom att (anonymt) bjuda honom på mat och låta honom stanna över natten. Odjuret blir dock upprörd när hans gäst tar en av hans rosor i trädgården dagen efter för att ge till Skönheten. I filmen ser dock Odjuret honom som en inkräktare så fort han får reda på att han tagit sig in i slottet.

- I filmen tar sig Belle till Odjurets slott för att rädda sin far, som hålls fången i fängelsehålan, varpå hon erbjuder sig att ta hans plats och Odjuret accepterar hennes erbjudande mot hennes fars vilja. I den motsvarande händelsen i sagan säger dock Odjuret att köpmannen måste betala för sitt liv för att ha plockat rosen i trädgården, men erbjuder sig att låta honom gå om en av hans döttrar kommer till slottet istället. Köpmannen går motvilligt med på detta, och Skönheten går frivilligt till slottet efter att ha fått höra om avtalet från sin far.

- Både i sagan och filmen tillåter Odjuret Skönheten att besöka sin familj efter att hon har varit hans fånge under en tid. I sagan tillåter han dock endast henne att göra det under en veckas tid medan han i filmen avser att släppa henne permanent fri.

- I sagan blir Odjuret döende på grund av ensamhet, då Skönheten stannar hos sin familj en dag längre än han givit henne tillstånd till, medan han i filmen blir döende efter att ha blivit knivskuren av Gaston (en rollfigur som var påhittad för filmen).

- I filmen får Odjuret en förtrollad ros av gumman som lade förbannelsen över honom. Om alla kronblad faller från denna innan han älskas av någon kommer han att förbli ett odjur för evigt. I sagan nämns det dock ingenting om att detta måste ske inom en viss tid för att förtrollningen ska brytas.